# Jean-Pierre Graber

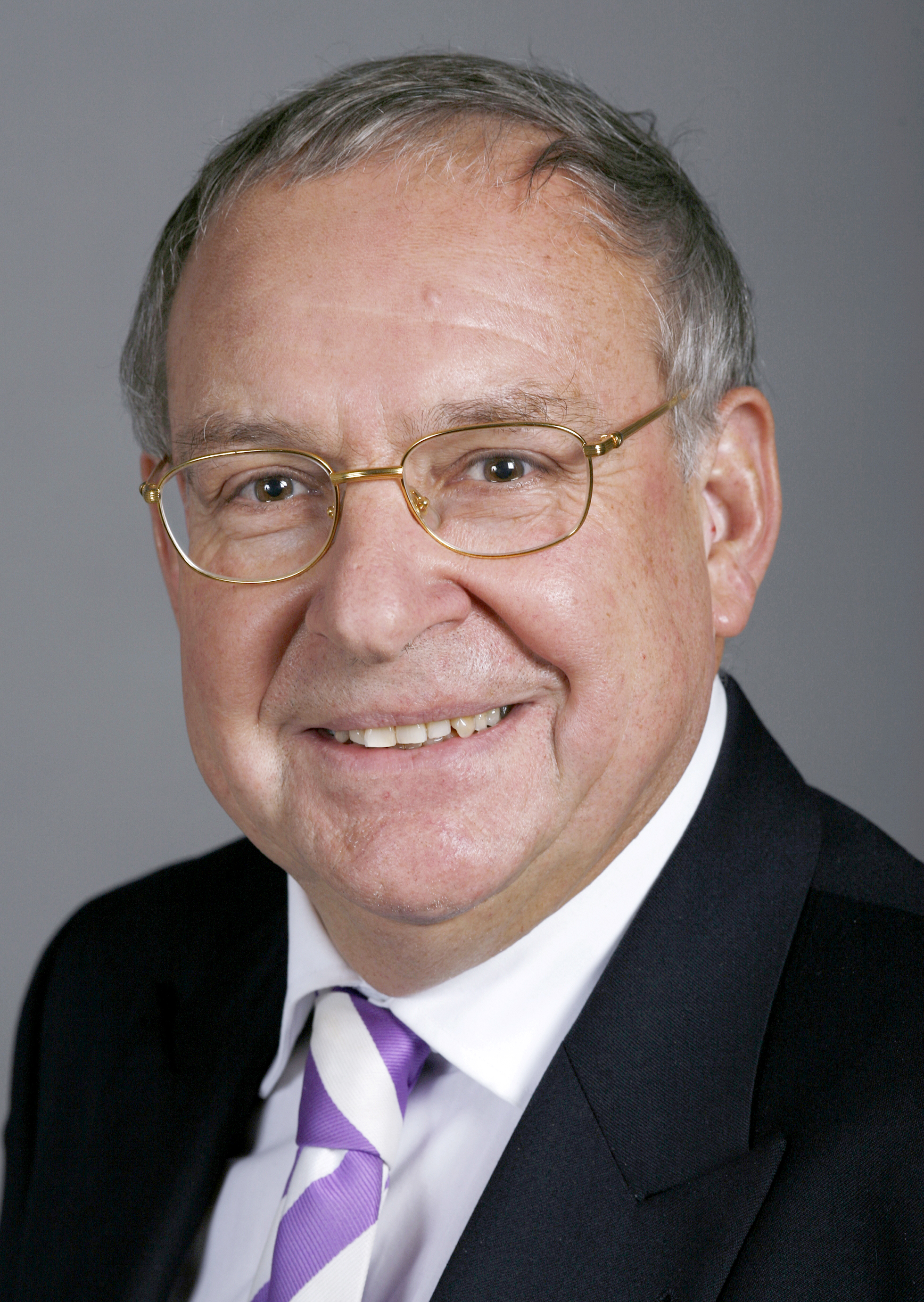
Jean-Pierre Graber

Jean-Pierre Graber (* 8. Juli 1946 in La Chaux-de-Fonds, heimatberechtigt in Sigriswil) ist ein Schweizer Politiker (SVP).

## Leben
Der promovierte Politologe sass von 1967 bis im Juni 1979 im Gemeinderat von Le Locle, und von 1989 bis 1992 im Stadtparlament von La Neuveville. Anschliessend wechselte er in die Exekutive von La Neuveville, der er bis 2004 angehörte. Neben weiteren, kleineren Ämtern auf lokaler Ebene und innerhalb der Partei gehörte er von 1969 bis 1979 und zwischen 1981 und 1984 dem Grossen Rat des Kantons Neuenburg an. Bei den Wahlen 2007 schaffte er im Kanton Bern den Sprung in den Nationalrat. Graber war Mitglied der Finanzkommission des Nationalrates. Bei den Wahlen 2011 wurde der ursprüngliche Neuenburger Politiker vom bernischen Stimmvolk abgewählt. Er landete auf dem Platz des ersten Nachrückenden. Am 2. März 2015 rückte er für den zurückgetretenen Hansruedi Wandfluh nach. Für die Nationalratswahlen vom 18. Oktober 2015 ist er von seiner Partei nicht mehr aufgestellt worden. 
Beruflich war Graber bis Juli 2011 als Direktor der Handelsschule in La Neuveville (Ecole Supérieure de Commerce) tätig.
Graber ist ein wertkonservativer, zurückhaltend wirtschaftliberaler Politiker. Er befürwortet eine tendenziell restriktive Migrationspolitik und macht sich für Law and Order stark, jedoch etwas zurückhaltender als die meisten seiner Fraktionskollegen. Er steht Forderungen nach mehr Umweltschutz oder einer weiteren aussenpolitischen Öffnung der Schweiz kritisch gegenüber.
Graber ist Mitglied des überparteilichen Komitees „Nein zu neuen Milliardenlasten für die AHV“, das die AHV-Initiative, welche am 30. November 2008 zur Abstimmung kam, bekämpfte.
Graber ist verheiratet, Vater zweier Kinder und wohnt heute im Französisch sprechenden La Neuveville (Berner Jura).